# Leyla Tanlar
Leyla Tanlar (ur. 13 grudnia 1997 w Stambule) – turecka aktorka i modelka.

## Życiorys
Urodziła się w Stambule 13 grudnia 1997 roku. Jest absolwentką Liceo Italiano di Istanbul. Od 2019 roku kontynuuje edukację na Uniwersytecie Koç, na wydziale Mediów i Sztuk Wizualnych. Rozpoczęła karierę aktorską w 2014 roku od roli w serialu Rozdarte serca. W tym samym roku otrzymała nagrodę dla „Najbardziej obiecującego aktora” od Uniwersytetu w Gelişim. Po pojawieniu się w roli drugoplanowej w serialu Şahin Tepesi, Tanlar dostała swoją pierwszą główną rolę w serialu Ferhat ile Şirin.

## Filmografia
| Rok       | Tytuł                    | Rola           |
| --------- | ------------------------ | -------------- |
| 2014–2017 | Rozdarte serca           | Cansu Gürpınar |
| 2018      | Mehmed: Bir Cihan Fatihi | Esleme         |
| 2018      | Şahin Tepesi             | Deniz Akdora   |
| 2019      | Ferhat ile Şirin         | Şirin          |